# Phillip Carter
Phillip Carter III né en 1959, est un diplomate américain du service extérieur des États-Unis.
Il a été ambassadeur des États-Unis en Côte d'Ivoire de 2010 à 2013.
Depuis novembre 2013, il est adjoint au commandant des engagements civils et militaires du commandement des États-Unis pour l'Afrique (AFRICOM) à Stuttgart, en Allemagne.

## Éducation
L'ambassadeur Carter a obtenu un baccalauréat ès arts en économie et en histoire de l'Université Drew en 1980 et une maîtrise ès arts en économie internationale et du développement de l'Université de Yale en 1995[réf. nécessaire].

## Carrière
L'ambassadeur Carter détient le rang diplomatique de ministre conseiller.
Avant sa nomination en tant qu'ambassadeur des États-Unis en République de Côte d'Ivoire, Phillip Carter a été conseiller principal du bureau Afrique et auparavant sous-secrétaire adjoint principal de 2008 à 2010. Il a également été secrétaire adjoint par intérim du Bureau Afrique pendant la transition entre les administrations Bush et Obama. De 2007 à 2008, Phillip Carter a été ambassadeur des États-Unis en République de Guinée. L'ambassadeur Carter a également été directeur des affaires de l'Afrique de l'Ouest et directeur adjoint du bureau des affaires de l'Afrique de l'Est au département d'État américain.
Avant cette affectation, il était chef de mission adjoint (DCM) à l' ambassade des États-Unis à Antananarivo, Madagascar et DCM à Libreville au Gabon. Avant son arrivée au Gabon en 1997, il était économiste financier international au Bureau des affaires monétaires du Département d'Etat au sein du Bureau des affaires économiques et commerciales. Au cours de cette période, il s'est occupé de la dette internationale et des questions de capital et a servi de point de contact du Département sur les questions du Fonds monétaire international avec l'Afrique. De 1992 à 1994, il a été conseiller économique et commercial à l'ambassade des États-Unis à Dacca, au Bangladesh.